# Zhang Lianbiao
Zhang Lianbiao (né le 25 janvier 1969) est un athlète chinois spécialiste du lancer du javelot. 

## Biographie

### Palmarès
| Date | Compétition                | Lieu         | Résultat | Performance |
| ---- | -------------------------- | ------------ | -------- | ----------- |
| 1991 | Championnats d'Asie        | Kuala Lumpur | 1er      | 81,52 m     |
| 1992 | Coupe du monde des nations | La Havane    | 6e       | 75,42 m     |
| 1993 | Championnats d'Asie        | Manille      | 1er      | 78,92 m     |
| 1993 | Jeux de l'Asie de l'Est    | Shanghai     | 1er      | 77,56 m     |
| 1994 | Jeux asiatiques            | Hiroshima    | 1er      | 83,38 m     |
| 1995 | Universiade                | Fukuoka      | 1er      | 79,30 m     |
| 1995 | Championnats d'Asie        | Djakarta     | 1er      | 79,60 m     |
| 1996 | Jeux olympiques            | Atlanta      | 11e      | 80,96 m     |
| 1997 | Jeux de l'Asie de l'Est    | Busan        | 1er      | 77,80 m     |
| 1998 | Championnats d'Asie        | Fukuoka      | 1er      | 77,61 m     |
| 1998 | Coupe du monde des nations | Johannesburg | 7e       | 68,35 m     |
| 1998 | Jeux asiatiques            | Bangkok      | 2e       | 78,58 m     |

### Records
| Épreuve           | Performance | Lieu      | Date            |
| ----------------- | ----------- | --------- | --------------- |
| Lancer du javelot | 83,38 m     | Hiroshima | 16 octobre 1994 |